# Ecchi
Ecchi (eller Etchi (エッチ etchi)) stammer fra et japansk ord der betyder "smudsig", "sexet", "liderlig" eller "slem" når brugt som et adjektiv, eller samleje når det anvendes som substantiv.

## Japansk brug
Ecchi er et engelsk ord, der stammer fra et japansk ord, der oprinder fra den japanske udtale af det romerske bogstavet "H", som er det første bogstav i det japanske ord "Hentai", som betyder "smudsig" eller "slem" når det bruges som adjektiv, og alternativt kan refererer til en pervers person eller samleje når det anvendes som substantiv.
Ordet "sekkusu" bruges også for sex i Japan, og almindelige japanske ord for sex (så som 性交Seiko)) bliver ofte erstattet af ord med udenlandsk oprindelse, såsom sekkusu eller nydannelser så som ecchi. Ecchis nuance varierer efter sammenhæng, men generelt kan ordet selv sammenlignes med de engelske ord "naughty" (slem) eller "dirty", når det bruges som et adjektiv. Præfikset "H-" bruges nogle gange som henvisning til pornografiske genrer: H-anime, H-manga, osv. Det svarer til de engelske "X" for "X-rated" eller "XXX".

## Engelsk brug
På engelsk brugs ordet ofte i sammenhæng med manga og anime. Udtrykket ecchi anvendes om anime og manga der har svagt seksuelt indhold (såsom tynd beklædning, delvis eller fuldstændig nøgenhed), men ikke viser samleje, hvilket gør manga'en svarende til en amerikansk PG-13 film. Ecchi er historisk set ofte blevet brugt som et synonym for hentai, formentlig på grund af sammenblanding af de to; dermed kan det have forskellige konnotationer end tilladt i henhold til den originale japanske. I de seneste år har dets engelsktalende brugere dog i store træk justeret des betydning til at være lig den japanske — selvom H er blevet et fuldstændig separat begreb, inklusive alle de ovennævnte.
Ecchi-stilen kan løst sammenlignes med billeder af pin-up piger, såvel som med provokerende fantasy- og tegneserietegninger i USA og andre lande. Typiske kendetegn er:
- Tøj der skitserer formen af brysterne, brystvorterne, og labia, hvilket antyder stramtsiddende tøj og liderlighed.
- Uniformer, kostumer eller andet tøj (alle stramtsiddende), der kan virke provokerende, men bæres som hverdagstøj af denne figur.
- Bryster af meget stor størrelse der hopper (peger altid udad, som om en "usynlig BH" var til stede, for at holde deres form)
- Det typiske "hoved i bryst" uheld, der ofte opstår når en mandelig figur møder en kvinde med større bryster, og falder så hans hoved lander i hendes kavalergang. På engelsk kendes dette til tider også som "Marshmallow Hell".
- Figurer der er uvidende om deres seksualitet, og optræder uskyldige og muntre, eller snu og frække.
- Begramsning af bryster (hvad enten det er bevidst eller ej)
- Tøj der falder eller tages af, især badedragter og japanske skoleuniformer
- Upskirt-billeder af trusser eller kavalergang. Dette er typisk kendt som fan service.
- Tvivlsomt eller fallisk billedsprog.
- Overdrevne seksuelle attributter, ofte på normale eller petite figurer for at give en følelse af kontrast. Anvendes især i dōjinshi og fanart, hvor figurer kan forekomme mere seksuelle end normalt.
- Det lejlighedsvise nøgne bryst eller bund, dog hvor det genitale område sjældent udtrykkeligt fremgår. (Ingen vaginal linje)
- Tætsiddende badedragt med linjer ved skridtet og sider af bryster vises.
- Skinnende hud der angiver sved eller slørede og tårefulde øjne.
- E.N.F (Embarrassed Nude Female (Flov Nøgen Kvinde)): En kvindelig figur helt/delvist nøgen i offentligheden, der viser tegn på forlegenhed, ydmygelse eller opfører sig helt normalt.